# Инвестиционный меморандум
Инвестиционный меморандум (англ. offering memorandum) — документ, который содержит структурированную информацию, которая предоставляется потенциальным инвесторам.
Инвестиционный меморандум — документ для внешнего пользования, который должен продемонстрировать потенциальным инвесторам и кредиторам инвестиционную привлекательность проекта, предоставляет возможность проанализировать самые вероятные инвестиционные риски. Акцент в инвестиционном меморандуме делается на описании бизнес-идеи, бизнес-модели и компании, которая её реализует. В том числе, на основании этого документа инвестор принимает решение о своей заинтересованности и необходимости дальнейшего, более подробного изучения возможности инвестиций в бизнес или проект.

## Резюме
Этот раздел меморандума помещается в самом начале документа и представляет собой «выжимку» из последующего более подробного описания компании, её бизнеса, типа предлагаемых ценных бумаг, ожидаемого объема поступлений от продажи акций, способов использования привлекаемых средств, и, кроме этого, может включать основные финансовые показатели деятельности компании за последние отчетные периоды. Здесь же приводятся полные реквизиты компании и способы связи с её руководителями.

## Факторы риска
В этом разделе перечисляются риски, которые связаны с реализацией совершаемого компанией предложения. Это риски, которые несут потенциальную угрозу и которые могут оказать негативное влияние на деятельность компании в настоящем или будущем. Наиболее характерными факторами риска являются:
- неблагоприятные тенденции в компании или убыток по основной деятельности;
- необходимость дополнительного финансирования;
- опасность «размывания» контрольного пакета для публичных инвесторов;
- негативные тенденции на рынке отрасли, к которой относится компания;
- сезонный характер бизнеса;
- наличие сильных конкурентов;
- сильная зависимость компании от ограниченного числа клиентов или поставщиков.

Следует также описать факторы и возможные действия, которые могут нейтрализовать, смягчить или исключить негативное влияние факторов риска или, напротив, положительно сказаться на положении дел. Например, упомянув как потенциальную опасность зависимость компании от деятельности того или иного ключевого специалиста, лишение которого может иметь ощутимые последствия для деятельности фирмы, одновременно следует добавить, что руководство компании работает над укреплением кадровой политики, создает кадровый резерв. Можно упомянуть систему стимулирования и мотивации, действующую в компании.

## Использование средств, вырученных от продажи акций
В меморандуме должно быть достаточно подробно описаны основные направления расходования инвестиций, привлеченных в результате продажи акций на публичном рынке. Как правило, эти направления описываются в общем виде, без излишней детализации, например: столько-то денег будет потрачено на погашение текущей задолженности и замещение полученных кредитов, такая-то сумма будет израсходована на инвестиции в основной капитал, такая-то часть будет вложена в исследования и разработки и т. п.

## Дивидендная политика и имеющиеся ограничения
В данном разделе компания должна дать пояснение своей текущей политики выплаты дивидендов, перечислить случавшиеся в прошлом изменения в порядке начисления и выплаты дивидендов, перечислить существующие ограничения и исключения. Например, очень часто акционерные общества предпочитают не начислять дивиденды, а направлять всю нераспределенную прибыль на финансирование текущей деятельности или на развитие компании. Ограничения могут быть связаны, например, с обязательствами по обслуживанию текущих кредитов или правилами регулирования сферы деятельности компании.

## Капитализация
В этом разделе в хронологическом порядке размещается информация о структуре собственности компании до момента преобразования её в публичную и долях участия после продажи части акций на публичном рынке.

## Размывание капитала
При существовании стоимостного неравенства между ценой за акцию при IPO и чистой балансовой стоимостью материальных активов, приходящихся на акцию, имеет место эффект, называющийся «размыванием». Последствия такого «размывания» для будущих инвесторов и владельцев должны быть подробно описаны. Обычно, эти сведения приводятся в виде таблицы.

## Андеррайтинг и распределение акций
В окончательном варианте проспекта эмиссии должны быть указаны: цена акций, предлагаемых к публичному размещению, количество членов синдиката андеррайтеров, тип соглашения с андеррайтерами и иные существенные сведения, поясняющие характер имеющихся договоренностей между компанией-эмитентом и андеррайтерами;

## Описание направлений деятельности компании
Эта часть документа является одной из самых объемных. В ней предоставляется развернутое и емкое описание всех направлений бизнеса, осуществляемых компанией. Разделы, которые следует описать:
- тип бизнеса, которым занимается компания;
- перечень и характеристика основных производственных мощностей;
- клиентская база, включая отдельно выделенные экспортные поставки или клиентуру;
- объем и направления R&D, включая расходы по этому направлению;
- нормативная база и юридическое окружение, в отрасли компании;
- судебные разбирательства и тяжбы;
- по каждому из рыночных сегментов, обслуживаемых компанией, должны быть даны пояснения и приведена «разбивка» по оборотам, прибыли, активам, продуктам и услугам, объемам R&D, основным потребителям, объеме заказов, размере запасов, поставщикам, патентам, конкурентной ситуации и т. п.;

## Раскрытие информации
К такого рода информации относятся любые события, оказавшие или способные так или иначе в будущем оказать материальное воздействие на деятельность компании, и которые могут затронуть интересы акционеров, присутствующих в компании или намеревающихся инвестировать в неё средства. Детальный порядок, объем, состав и периодичность предоставления этой информации регламентируется постановлением от 12.08.98 г. N 32 ФКЦБ России «Об утверждении положения о порядке раскрытия информации о существенных (событиях и действиях), затрагивающих финансово -хозяйственную деятельность эмитента эмиссионных ценных бумаг». Кроме того, Федеральный закон от 05.03.99 № 46-ФЗ «О защите прав и законных интересов инвесторов на рынке ценных бумаг» в статье 12 водит возможность наложения штрафов «на должностных лиц в размере до 200 минимальных размеров оплаты труда, на юридических лиц или индивидуальных предпринимателей в размере до 10,000 минимальных размеров оплаты труда» за различные нарушения, в том числе — и за «нарушение порядка и сроков раскрытия(опубликования) информации… эмитентом..» Сообщение о существенных фактах как раз и входит в систему раскрытия информации эмитентом.

## Финансовая информация
При подготовке версии инвестиционного меморандума и проспекта эмиссии по зарубежным стандартам для распространения среди инвесторов, лучше всего руководствоваться требованиями, предъявляемыми к составу и содержанию данного раздела Комиссией по ценным бумагам и биржам США (SEC). Эти требования перечислены в форме № 1, прилагаемой к регистрационному заявлению, подаваемому в SEC, и предполагают наличие следующих основных отчетных документов:
- балансовые отчеты не менее, чем за два отчетных года, предшествующих дате размещения, с приложением заключения независимого аудитора;
- отчеты о прибылях и убытках, движении денежных средств, изменениях в акционерном капитале за каждый год из трех лет, предшествующих дате размещения, с приложением заключения независимого аудитора;
- сводные данные о результатах финансово-хозяйственной деятельности, приведенные в одной таблице, за пять лет, предшествующих дате размещения;
- приложения, описывающие приобретенные или запланированные к приобретению бизнесы. В зависимости от конкретной ситуации, сведения об имевших место слияниях и поглощениях должны предоставляться за период от двух до трех лет, предшествующих дате размещения;
- промежуточные финансовые отчеты — квартальные или полугодовые, в зависимости от промежутка времени, отстоящего от даты размещения. Как правило, промежуточные отчеты не подвергаются проверке независимым аудитором, однако потребовать проведения такой проверки может андеррайтер;

## Руководство и персонал
В данном разделе требуется дать развернутую характеристику менеджмента компании, директоров, основных акционеров и привести сведения о размерах получаемых ими вознаграждений и компенсаций. Кроме этого, необходимо описать производственный и руководящий опыт исполнительных директоров и ключевых сотрудников компании, размер их заработной платы (включая сведения об имеющихся у них опционах на акции, бонусах, соглашениях об участии в прибыли и доходах), количествах и объемах принадлежащих им пакетов акций, участии в операциях, связанных с заемными средствами, величинах комиссионных вознаграждений и т.д;

## Взгляд и оценка менеджмента компании
В этой части документа менеджмент компании-эмитента предоставляет потенциальным инвесторам и другим читателям данного документа свои взгляды и оценку результатов текущей деятельности компании, анализирует её ликвидность, достаточность капитала, обращает внимание на перспективы развития этого бизнеса. К подготовке данного раздела составители должны подойти особенно ответственно. Информация должна быть подана максимально объективно и содержать тщательно взвешенные оценки как вероятностно благоприятного, так и проблематичного развития событий в компании по таким направлениям, как:
- Результаты текущей деятельности. Здесь обычно приводится сравнение основных показателей отчетов о прибылях и убытках за истекшие отчетные периоды, сопровождающиеся комментариями тех или иных обстоятельств, рыночных тенденций и событий, так или иначе повлиявших на достигнутые результаты;
- Ликвидность. Все известные обстоятельства, требования, обязательства, события, неопределенности, которые имели место или, по мнению управляющих компанией, могут негативно сказаться на текущем состоянии ликвидности платежного баланса, должны быть детально охарактеризованы и раскрыты. При возникновении угрозы неблагополучной динамики показателей ликвидности, директора должны пояснить, каким образом компания намеревается противодействовать обнаружившейся угрозе и нейтрализовать воздействие негативных факторов. Необходимо перечислить все внутренние и внешние источники ликвидности, неиспользуемые внутренние резервы и незадействованные в должной мере ликвидные активы;
- Достаточность капитала. Должно быть дано описание всех имеющихся обязательств, возникающих в связи с произведенными и планируемыми капитальными затратами, и указаны источники финансирования этой статьи затрат. Все позитивные и негативные тенденции, обнаружившиеся или известные, способные так или иначе сказаться на инвестиционных программах компании следует описать подробно;
- Другие факты, подлежащие освещению. К таковым относятся: участие компании в судебных разбирательствах любого рода, имена экспертов и консультантов, получающих вознаграждение за свои услуги от компании, взаимоотношения с зависимыми и аффилированным лицами и организациями и пр.